# Novikovita
La novikovita és un mineral de la classe dels sulfats.

## Característiques
La novikovita és un sulfat de fórmula química (NH₄)₄(Mo⁶⁺₂Mo⁵⁺₂)₄O₈(SO₄)₅. Va ser aprovada com a espècie vàlida per l'Associació Mineralògica Internacional l'any 2022, i encara resta pendent de publicació. Cristal·litza en el sistema monoclínic.
L'exemplar que va servir per a determinar l'espècie, el que es coneix com a material tipus, es troba conservat a les col·leccions del Museu Mineralògic Fersmann, de l'Acadèmia de Ciències de Rússia, a Moscou (Rússia), amb el número de registre: 5886/1.

## Formació i jaciments
Va ser descoberta a Ravat Kishlak, dins els districte d'Ayni (Província de Sughd, Tadjikistan), al mateix jaciment on també va ser descrita l'ermakovita. Aquest indret és l'únic a tot el planeta on ha estat descrita aquesta espècie mineral.